# Акамир
Акамир (или Окомир) — славянский князь племени верзитов, которому приписывают господство в конце VIII века над землями в Македонии или Беотии и южной Фессалии. Сохранился рассказ византийского хрониста Феофана о могуществе этого князя и его стремлении восстановить на византийском престоле сыновей Константина V.
Согласно Феофану, «в лето от сотворения мира 6291, р. х. 791» (допускают и 797, 799 гг. с учетом индикта):

В сем году Авимелех выступил против римлян, и пустивши для грабежа отряды вооруженных воинов дошёл до Манганов. Они захватили в стойлах лошадей Ставракия и царскую конницу, и так безвредно возвратился он назад; прочие дошли до Лидии и взяли множество пленных. Другой отряд их напал на Павла, патриция и графа Опсикийского со всем его легионом и со всеми вельможами, и произвел у них великое кровопролитие, отнял весь обоз и с ним возвратился. В марте месяце, 7 индиктиона, Акамир начальник славян в Верзитии, провоцируемый жителями Эллады, хотел бы увесть сынов Константина и которого-нибудь из них провозгласить царем. Царица Ирина, узнав это, послала великого Феофилакта оруженосца племянника своего к патрицию Константину отцу его, и приказала лишить их зрения, таким образом рассеяла злоумышленников своих.